# Uncharted 3: Drake's Deception Original Soundtrack from the Video Game
Uncharted 3: Drake's Deception Original Soundtrack from the Video Game é a trilha sonora do videogame de ação e aventura de 2011 Uncharted 3: Drake's Deception, desenvolvido pela Naughty Dog. Composto por Greg Edmonson e executado pela orquestra do Abbey Road Studios de Londres e com os percussionistas e solistas do Eastwest Studios, foi lançado em 4 de novembro de 2011 pela editora do jogo, Sony Computer Entertainment.

## Produção
Desde cedo foi passado que precisariam de música diferente para esse jogo, mas que ainda fosse na mesma pagada dos anteriores. Dessa vez a trilha sonora foi gravada na Abbey Road de Londres. Novamente foi dada a Greg Edmonson a liberdade para criar temas mais melódicos assim como no jogo anterior, mas ainda se distinguindo do mesmo. Foi uma tarefa difícil, pois não há como não mudar muito, mas o músico ficou grato por ter sido encorajado nessa direção pois acabou encontrando a sua rota, e mesmo que a trilha sonora se tornou diferente ela continuou com as mesmas raízes dos outros jogos.
A mudança e diversidade das localidades deram o rumo da trilha sonora, o fizeram outra vez mergulhar no uso de instrumentos nativos de acordo com a cultura local.  Foram usados flauta armênia chamada duduk, um instrumento de grego de corda chamado bouzouki, além dos temas terem sido escritos em uma escala frígia diferente dos temas dos jogos anteriores. Para a parte em Cartagena foram usados violões com cordas de nylon, também experimentaram muitos instrumentos da cultura do desertos, flautas e instrumentos de cordas específicos, com sonoridade mais secas.
Jonathan Mayer e Clint Bajakian também retornaram nessa nova produção, e contaram com o trabalho da cantora iraniana Azam Ali e seu marido Loga Ramin Torkian.

## Lançamento
Em 31 de outubro de 2011, foi lançado um guia oficial em parceria com a Piggybank, nele continha um detonado, mapas em alta resolução, galeria de arte, artes extras e guia do multiplayer, juntamente com um CD promocional contendo 10 faixas da trilha sonora original. Uma amostra em PDF com 24 páginas ficou disponível como amostra do produto.
Já no dia 4 de novembro de 2011 foi lançado uma versão digital  na PlayStation Store e iTunes, e sua versão física com 2 CDs com faixas adicionais em 15 de novembro de 2011, vendida em sites especializados e na da LaLa Land Records.
Uma nova versão em um pacote de três LPs coloridos em vinil de 180gm, foi lançado juntamente com a chegada de Uncharted: The Nathan Drake Collection em 2015. A edição feita em parceria da Sony com a iam8bit, e foi ilustrada pelo estúdio de design australiano We Buy Your Kids, e pôster com artes das capas foram vendidos separadamente. Cada disco continha dois lados com uma coletânea de algumas músicas de sua versão original, que foram masterizadas pela Telegraph Mastering Studio especificamente para vinil.. A pré-venda começou no lançamento do jogo,  já os envios ficaram para março de 2016.

## Recepção
A trilha sonora só recebeu críticas positivas, com Adam Cook de God is a Geek dizendo que a trilha tem uma escala grande, que cabe perfeitamente com o que é mostrado na tela que te dá uma grande imersão à obra de tão natural. A GameCentral disse que é uma mistura de épico, acontecimentos arrebatadores e temas dinâmicos de ação. Para Michael Futter da ZTGD, a trilha sonora éa mais épica que a série já viu até agora e que fãs de trilhas sonoras de jogos devem incluí-la em sua biblioteca.  Para Garth Holden da Critical Hits, a trilha traz peças familiares que evocam nostalgia, enquanto as novas composições definem o clima e o ritmo do jogo, tornando a música de Uncharted 3 empolgante e agressiva às vezes, mas também conseguindo transmitir ousadia, ação e tensão perfeitamente. Enquanto para a Tech Central a música emocionante do tema principal até sua trilha sonora de fundo também são sublimes como o resto do jogo.
Uncharted 3 teve muito êxito em seu ano, recebendo várias indicações e prêmios da mídia especializada.  Ele recebeu o prêmio de melhor trilha sonora pela Gamers Xtreme, melhor áudio cinematográfico pela Game Audio Network Guild e melhor trilha sonora dramática original em franquia pela NAVGTR Awards.

## Lista das faixas
Todas as faixas escritas e compostas por Greg Edmonson, exceto quando indicado. 
| Edição padrão - Disco 1 |                                     |                |         |  |
| N.º                     | Título                              | Compositor(es) | Duração |  |
| 1.                      | "Nate's Theme 3.0"                  |                | 1:48    |  |
| 2.                      | "Atlantis Of The Sands"             |                | 2:33    |  |
| 3.                      | "The Setup"                         |                | 2:29    |  |
| 4.                      | "Small Beginnings"                  |                | 2:16    |  |
| 5.                      | "Bazaar Brawl" (Vocal por Azam Ali) | JD Mayer       | 2:49    |  |
| 6.                      | "The Settlement"                    |                | 2:59    |  |
| 7.                      | "Badlands"                          |                | 2:44    |  |
| 8.                      | "As Above, So Below"                |                | 2:05    |  |
| 9.                      | "Iram Of The Pillars"               |                | 2:58    |  |
| 10.                     | "Arachnophobia"                     |                | 2:05    |  |
| 11.                     | "The London Underground"            |                | 2:25    |  |
| 12.                     | "Mind Games" (Vocal por Azam Ali)   | JD Mayer       | 2:53    |  |
| 13.                     | "Sink Or Swim"                      |                | 3:06    |  |
| 14.                     | "The Empty Quarter"                 | Clint Bajakian | 2:24    |  |
| 15.                     | "Boarding Party"                    |                | 3:04    |  |
| 16.                     | "Second-Story Work"                 |                | 2:06    |  |
| 17.                     | "Maritime Malfeasance"              |                | 2:35    |  |
| 18.                     | "Drake's Return"                    |                | 3:43    |  |
| 19.                     | "Shootout"                          |                | 2:37    |  |
| 20.                     | "Oh No Chateau"                     |                | 2:46    |  |
| 21.                     | "Science And Magic"                 |                | 3:04    |  |
| 22.                     | "Museum Bust"                       |                | 4:46    |  |
| 23.                     | "Searching For Sully"               |                | 3:18    |  |
| 24.                     | "The Caravan" (Vocal por Azam Ali)  | JD Mayer       | 3:18    |  |
| 25.                     | "Pursuit"                           |                | 2:54    |  |
| 26.                     | "Something Better"                  |                | 2:33    |  |
| Duração total:          | Duração total:                      | Duração total: | 72:18   |  |

Todas as faixas escritas e compostas por Greg Edmonson, exceto quando indicado. 
| Edição padrão - Disco 2 |                                                   |         |  |
| N.º                     | Título                                            | Duração |  |
| 1.                      | "East End Boys"                                   | 3:50    |  |
| 2.                      | "Marlowe, I Presume?"                             | 2:23    |  |
| 3.                      | "Cruisin' For A Bruisin'"                         | 3:03    |  |
| 4.                      | "The Rub' Al Khali"                               | 2:05    |  |
| 5.                      | "The Streets Of Ubar"                             | 2:04    |  |
| 6.                      | "Reckless - Powerplay (Thorn Remix)"              | 2:28    |  |
| 7.                      | "Secret Order"                                    | 2:39    |  |
| 8.                      | "Marlowe's Revenge"                               | 1:58    |  |
| 9.                      | "Dreamers Of The Day"                             | 3:50    |  |
| 10.                     | "Science And Magic - Powerplay (Buresh Remix)"    | 2:20    |  |
| 11.                     | "Ambushed"                                        | 2:26    |  |
| 12.                     | "Abducted"                                        | 2:15    |  |
| 13.                     | "Reckless"                                        | 3:00    |  |
| 14.                     | "A Plane To Catch"                                | 1:18    |  |
| 15.                     | "Nowhere To Run"                                  | 3:50    |  |
| 16.                     | "The Streets Of Yemen" (Vocal por Azam Ali)       | 3:04    |  |
| 17.                     | "Stowaway"                                        | 2:32    |  |
| 18.                     | "Iram Of The Pillars - Powerplay (Bricker Remix)" | 3:06    |  |
| Duração total:          | Duração total:                                    | 48:11   |  |

Todas as faixas escritas e compostas por Greg Edmonson. 
| Álbum promocional |                                                   |         |  |
| N.º               | Título                                            | Duração |  |
| 1.                | "Nate's Theme 3.0"                                | 1:48    |  |
| 2.                | "Courtyard Chaos"                                 | 3:26    |  |
| 3.                | "Atlantis of the Sands"                           | 2.33    |  |
| 4.                | "Ambushed"                                        | 2:26    |  |
| 5.                | "The Streets of Yemen"                            | 3:04    |  |
| 6.                | "East End Boys"                                   | 3:50    |  |
| 7.                | "RPGeez"                                          | 5:19    |  |
| 8.                | "The Getaway"                                     | 1:43    |  |
| 9.                | "Make The Call"                                   | 1:47    |  |
| 10.               | "Arachnophobia"                                   | 2:05    |  |
| 11.               | "Iram Of The Pillars - Powerplay (Bricker Remix)" | 3:07    |  |
| Duração total:    | Duração total:                                    | 35:00   |  |

Todas as faixas escritas e compostas por Greg Edmonson, exceto quando indicado. 
| LP - Lado E    |                                     |                |         |  |
| N.º            | Título                              | Compositor(es) | Duração |  |
| 1.             | "The Setup"                         |                | 2:29    |  |
| 2.             | "Atlantis Of The Sands"             |                | 2:33    |  |
| 3.             | "Small Beginnings"                  |                | 2:16    |  |
| 4.             | "Bazaar Brawl" (Vocal por Azam Ali) | JD Mayer       | 2:49    |  |
| 5.             | "Badlands"                          |                | 2:44    |  |
| 6.             | "As Above, So Below"                |                | 2:05    |  |
| 7.             | "Iram Of The Pillars"               |                | 2:58    |  |
| 8.             | "The London Underground"            |                | 2:25    |  |
| Duração total: | Duração total:                      | Duração total: | 18:59   |  |

Todas as faixas escritas e compostas por Greg Edmonson, exceto quando indicado. 
| LP - Lado F    |                          |                |         |  |
| N.º            | Título                   | Compositor(es) | Duração |  |
| 1.             | "The London Underground" |                | 3:06    |  |
| 2.             | "The Empty Quarter"      | Clint Bajakian | 2:24    |  |
| 3.             | "Drake's Return"         |                | 3:43    |  |
| 4.             | "Oh No Chateau"          |                | 2:46    |  |
| 5.             | "Searching For Sully"    |                | 3:18    |  |
| 6.             | "Pursuit"                |                | 2:54    |  |
| 7.             | "Something Better"       |                | 2:33    |  |
| Duração total: | Duração total:           | Duração total: | 19:24   |  |